# Bernardo de Bearne
Bernardo de Bearne o Bernardo de Foix (?-1381) fue un noble de origen francés distinguido con el título castellano de I conde de Medinaceli y, por lo tanto, fundador de la casa de Medinaceli.
Era hijo bastardo de Gastón Febo, XI conde de Foix y Catalina Rabat. Llamado inicialmente Bernardo el Bearnés, fue reconocido por su padre (y legitimado en Aviñón por una bula del papa Gregorio XI, el 17 de septiembre de 1371), concediéndole el derecho a utilizar el apellido familiar aunque, como bastardo, quedó excluido de cualquier herencia. Combatió en la primera guerra civil castellana al servicio de Enrique de Trastámara en su lucha contra Pedro de Borgoña, servicio por el que se le concedió el condado de Medinaceli.
Contrajó matrimonio en Sevilla el 14 de septiembre de 1370 con Isabel de la Cerda, señora de El Puerto de Santa María, bisnieta de Fernando de la Cerda, infante de Castilla y nieta de Guzmán el Bueno, I señor de Sanlúcar. De ese matrimonio nació Gastón de Bearne, II conde de Medinaceli, y María de Bearne (?-1381).
Está enterrado en el monasterio de Santa María de Huerta, en la provincia de Soria.